# Tighzert (Beni Djellil)
Pour les articles homonymes, voir Tighzert (homonymie).
Tighzert est un village situé dans la commune de Beni Djellil, wilaya de Béjaïa, région de Kabylie, en Algérie. Il est le village natal du père du footballeur Karim Benzema. 

## Géographie
Le village de Tighzert est situé au fond d'une vallée.

## Économie
L'économie du village s'appuie essentiellement sur l'agriculture basée sur la polyculture et l'élevage. 